# Опытное Поле (Еврейская автономная область)
О́пытное По́ле — село в Биробиджанском районе Еврейской автономной области России. Входит в Бирофельдское сельское поселение.

## География
Село Опытное Поле стоит вблизи левого берега реки Бирушка (приток Малой Биры, бассейн Амура).

### Географическое положение
Расстояние до села Бирофельд (на северо-восток) 12 км, расстояние до Биробиджана 56 км (на север от Бирофельда по автотрассе Р455), в 4 км севернее села — железнодорожная станция Бирофельд, в 2 км южнее — станция Бирушка

## Население
| 1992 | 2002 | 2010 |
| ---- | ---- | ---- |
| 327  | ↘279 | ↘173 |

## Инфраструктура
Сельскохозяйственные предприятия.
МКОУ Начальная школа-детский сад села Опытное Поле, Дом культуры.

## Транспорт
Через село проходит автотрасса областного значения Бирофельд — Амурзет. Остановка общественного транспорта «Опытное поле».
Рядом с селом проходит железнодорожная линия Биробиджан I — Нижнеленинское и действует платформа Опытное Поле.